# The March of the Black Queen
The March of the Black Queen è un brano della band britannica Queen. Composta da Freddie Mercury, è la nona traccia del secondo album della band, Queen II. È una delle canzoni più elaborate e ambiziose mai realizzate dai Queen. Il brano rappresenta un punto cardine nella prima fase della carriera del gruppo, mostrando l'interesse di Mercury per l'arte teatrale e l'uso sperimentale della voce e degli strumenti.

## Storia
(Freddie Mercury)
In un'intervista con Melody Marker nel 1974 Freddie dichiarò di aver iniziato a scrivere il pezzo ancor prima che i Queen si formassero. Venne registrata nel mese di agosto 1973 presso i Trident Studios di Londra. Sotto la produzione di Roy Thomas Baker e Robin Geoffrey Cable, il gruppo lavorò a lungo sulla realizzazione di questa traccia, sfruttando al massimo le tecniche di sovraincisione allora disponibili. Le numerose stratificazioni vocali e strumentali portarono i nastri ad un livello di saturazione talmente elevato che il supporto fisico rischiò di danneggiarsi. Roger Taylor dirà al riguardo: "Abbiamo lavorato su The March Of The Black Queen finché il nastro è diventato trasparente, letteralmente. L'avevamo sottoposto a così tante sovraincisioni che il trattamento chimico stava sparendo". "Ci abbiamo impiegato secoli a provare quella canzone, non era per nulla semplice, credetemi." dirà anche John Deacon riguardo al brano. 
Della canzone, troppo complessa per essere eseguita interamente dal vivo, solamente la sezione hard rock contenente i versi My life is in your hands, I'll foe and I'll fie... è stata a volte inclusa in alcuni medley durante gli anni settanta.

## Composizione
Il brano rappresenta uno dei momenti più complessi e visionari dell'intera carriera dei Queen, è costruito come una suite continua, senza una vera e propria ripetizione di strofe o ritornelli secondo lo schema tradizionale. La durata supera i sei minuti e mezzo, ma il tempo percepito è vario e frastagliato, perché il brano attraversa almeno undici sezioni distinte, ciascuna con una propria identità ritmica e melodica. Il brano contiene poliritmie (8/8, 12/8) e. la voce principale copre due ottave e mezza (Sol2 - Do5).
La canzone si dissolve nella traccia successiva, Funny How Love Is, attraverso una progressione di note ascendenti che culmina nel primo secondo del brano seguente.

## Formazione
- Freddie Mercury - voce, pianoforte, cori
- Brian May - chitarra elettrica, campane tubolari, cori
- Roger Taylor - batteria, cori e seconda voce
- John Deacon - basso